# مایک جادویی ایکس‌ایکس‌ال
مایک جادویی ایکس‌ایکس‌ال (انگلیسی: Magic Mike XXL) فیلمی در ژانر کمدی-درام به کارگردانی گرگوری جاکوبز است که در سال ۲۰۱۵ منتشر شد.
قسمت سوم این مجموعه فیلم با عنوان آخرین رقص مایک جادویی در ۱۰ فوریه ۲۰۲۳ در سینما شد.